# Černí baroni (seriál)
Černí baroni jsou seriál České televize z roku 2003, natočený na motivy knih Miloslava Švandrlíka Černí baroni, Říkali mu Terazky a Pět sekyr poručíka Hamáčka. Pojednává o osudech vojenské jednotky praporů PTP za dob socialismu v Československu.
Díky seriálu je proslaven zámek Zelená Hora u Nepomuka či zámek v Jaroslavicích.

## Hrají
- Andrej Hryc – major Haluška, Terazky, velitel praporu
- Radek Holub – Kefalín
- Vítězslav Jandák – kapitán Ořech, zvp praporu
- Tomáš Töpfer – kapitán MUDr. Reich
- Karel Heřmánek – kapitán Honec, provianťák
- Bolek Polívka – poručík Hamáček, velitel roty
- Petr Rychlý – nadporučík Pecháček
- Petr Nárožný – generál Mandel
- Pavel Liška – vojín Ciml, zloděj
- Martin Sláma – vojín Čáp
- Martin Myšička – hrabě Šternberk
- Pavel Kožíšek – Ptv. Pavel, kouzelník
- Václav Chalupa – farář Štětka
- Karol Csino – Kotlár
- Barbora Štěpánová – znásilněná vesničanka / Hamáčková
- Zdeněk Junák – plukovník Vlčák
- Erik Pardus – výpravčí
- Václav Svoboda – kulak Vata
- Michal Dlouhý – herec
- Lukáš Vaculík – malíř Vločka
- Arnošt Goldflam – vojenský MUDr. Vodička
- Jaroslav Šmíd – voják
- Oldřich Kaiser – poručík Troník, zvp roty
- Karel Greif – JUDr. Macháček
- Ctirad Götz – Voňavka
- Martin Kubačák – Jasánek
- Pavel Nečas – kontráš Moucha
- Jitka Smutná – Matka znásilněné
- Zdeněk Maryška – otec
- Jaroslava Obermaierová – Matka
- František Řehák – 	hospodský
- Matěj Hádek – Halík
- Daniel Rous
- Sandra Pogodová  – Herečka
- Petr Halberstadt – lapiduch
- Klára Cibulková – Vatova dívka
- Bohumil Klepl – ministr Čepička
- Petr Drozda – otec znásilněné
- Jiří Pecha – Udavač
- Ivan Gübel – sedlák
- František Švihlík – lampasák
- Michael Beran – voják
- Ján Jackuliak – voják
- Matěj Nechvátal – voják
- Jan Přeučil – vojenský lékař
- Robert Jašków – lampasák
- Igor Bareš – lampasák
- Zdeněk Žák – Generál
- Martin Sitta – Generál
- Bronislav Kotiš – Generál

## Seznam epizod
1. Terazky přichází
2. Podraz
3. Námluvy
4. Škodná
5. Vdova po hrdinovi
6. Spiknutí
7. Loučení
8. Slavnostní uvítání
9. Zabíjačka
10. Ženy a zpěv
11. Vzácná návštěva